# شون إليوت (ممثل)
شون إليوت (بالإنجليزية: Shawn Elliott)‏ هو مغني وموسيقي وممثل أمريكي، ولد في 1936 ببورتوريكو في الولايات المتحدة، وتوفي في 11 مارس 2016 بنيويورك في الولايات المتحدة.

## أعمال

### أفلام
- (1989) افعل الصواب
- (2012) المراجحة[7]

## وصلات خارجية
- شون إليوت على موقع IMDb (الإنجليزية)
- شون إليوت على موقع ألو سيني (الفرنسية)
- شون إليوت على موقع ميوزك برينز (الإنجليزية)
- شون إليوت على موقع ميوزك برينز (الإنجليزية)
- شون إليوت على موقع أول موفي (الإنجليزية)
- شون إليوت على موقع قاعدة بيانات برودواي على الإنترنت (الإنجليزية)
- شون إليوت على موقع قاعدة بيانات الأفلام السويدية (السويدية)
- شون إليوت على موقع أول ميوزيك (الإنجليزية)
- شون إليوت على موقع أول ميوزيك (الإنجليزية)
- شون إليوت على موقع ديسكوغز (الإنجليزية)